# Dana Delany
Dana Delany (New York, 13 maart 1956) is een Amerikaanse actrice. Delany groeide op in Connecticut en studeerde aan de Wesleyan-university.
Beroemd werd ze dankzij de rol van "Colleen McMurphy" in de serie China Beach, waarvoor ze twee Emmy's won en twee keer genomineerd werd voor een Golden Globe. Ze werd een veel gevraagde actrice en speelde onder andere in de films Tombstone, Fly Away Home en HouseSitter. Daarnaast deed ze voice-over werk voor een aantal tekenfilmseries.
Ze focuste zich in de jaren negentig meer op televisiefilms en ging ook optreden op Broadway en verder speelde ze bijrollen in enkele series zoals The L Word en Battlestar Galactica, maar een nieuwe stimulans in haar carrière kwam er toen ze in 2007 de rol van Katherine Mayfair aannam in Desperate Housewives. Aan het einde van het zesde seizoen verliet ze de serie om de hoofdrol te gaan spelen in Body of Proof.